# Catada vagalis
Catada vagalis är en fjärilsart som beskrevs av Walker 1858. Catada vagalis ingår i släktet Catada och familjen nattflyn. Inga underarter finns listade i Catalogue of Life.